# کلوبوکی
کلوبوکی (به چکی: Klobuky) یک منطقهٔ مسکونی در جمهوری چک است که در شهرستان کلادنو واقع شده‌است. کلوبوکی ۱٬۰۶۹ نفر جمعیت دارد.

## نگارخانه

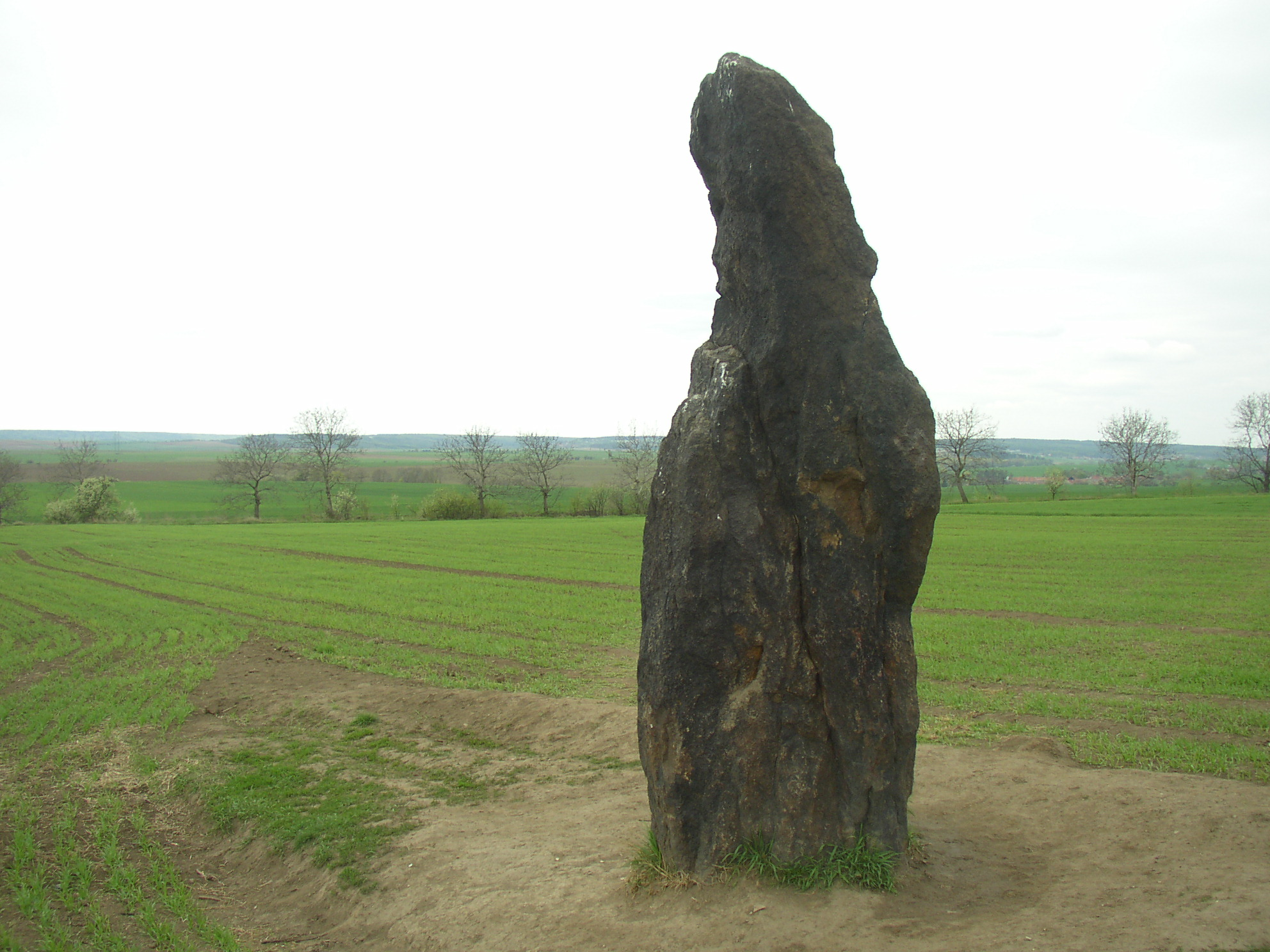
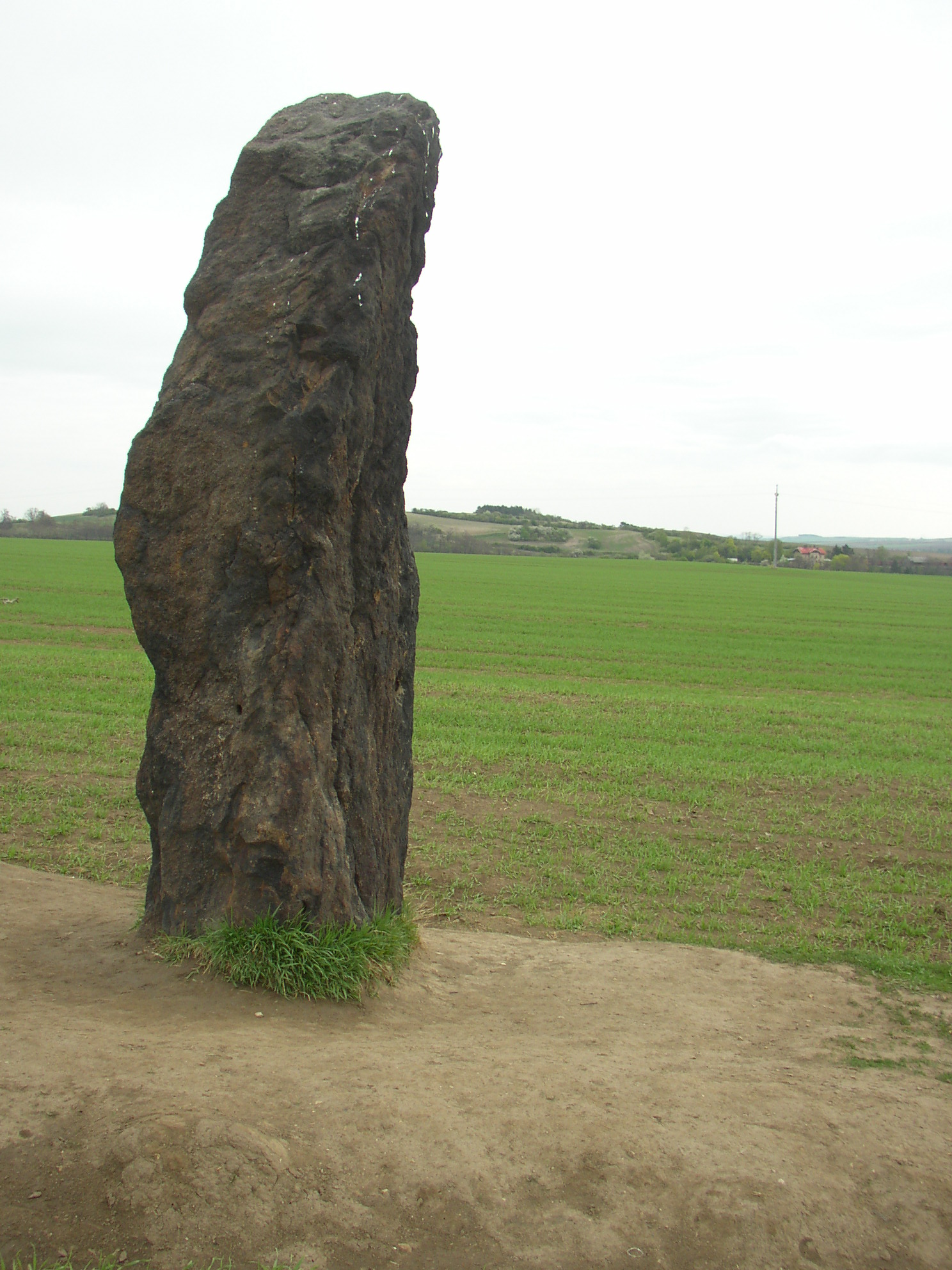